# KkStB 10
Die Dampflokomotivreihe kkStB 10 war eine Schnellzug-Schlepptenderlokomotivreihe der k.k. österreichischen Staatsbahnen (kkStB).
Sie wurde zwischen 1909 und 1910 in 19 Exemplaren von der Lokomotivfabrik der StEG, von der Wiener Neustädter Lokomotivfabrik und von der Böhmisch-Mährischen Maschinenfabrik beschafft. Die 1'C1' h4v-Bauart, konstruiert von Karl Gölsdorf, war als Heißdampflokomotive stärker als die Vorgängerbauart 110. Die logische Bezeichnung 210 war bereits durch eine 1’C2’-Bauart besetzt. Mit ihrer Leistung verstand die Reihe 10 zu beeindrucken, wegen ihrer führenden Adamsachse konnten ihre Laufeigenschaften jedoch nicht überzeugen. Ihre Höchstgeschwindigkeit wurde deshalb mit 90 km/h festgelegt.
Die ersten Lokomotiven wurden in Salzburg stationiert, die weiteren in Villach und Wien West.
Die 10.18, als 5000. Lokomotive von der Wiener Neustädter Lokomotivfabrik geliefert, erhielt eine Glanzblech-Kesselverkleidung mit Messing-Spannbändern und einen mit Messing verkleideten Dampfdom.
Sie galt als die österreichische Hofzuglokomotive.

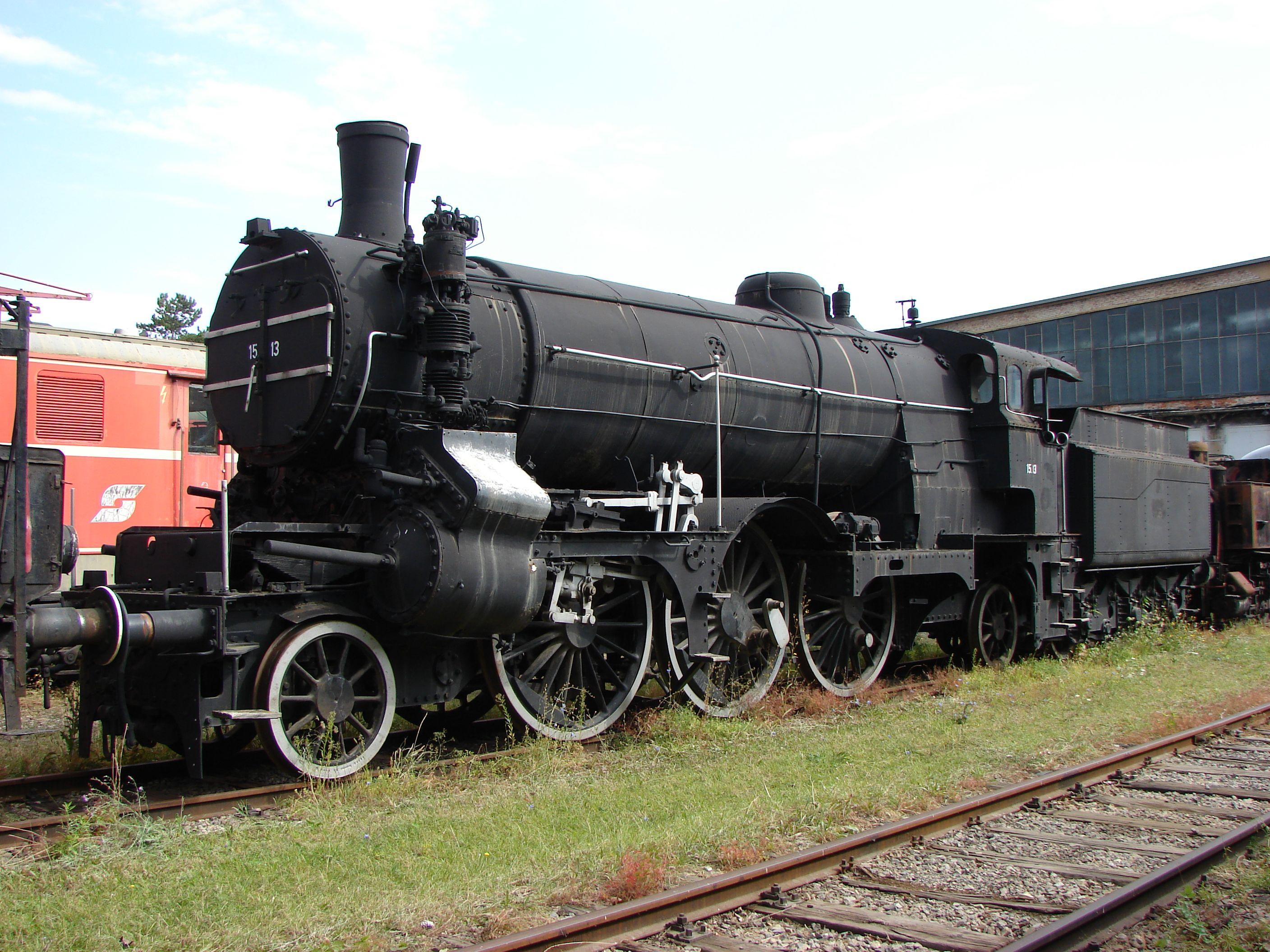
10.15 im Eisenbahnmuseum Straßhof (2007)

Die Deutsche Reichsbahn übernahm 1939 alle Maschinen und bezeichnete sie als Baureihe 15. Sie standen fortan in Linz in Dienst. Im Mai 1945 wurde die erste Lokomotive, vermutlich wegen Kriegsschäden, kassiert.
1953 wurden noch 15 Lokomotiven von den ÖBB mit den Nummern 15.01 bis 15.19 übernommen.
Bis Juni 1956 war die Reihe fast vollständig außer Dienst gestellt, 15.13 stand als letzte danach noch im Einsatz und wurde ab 1960 als Heizanlage verwendet und 1969 für das Eisenbahnmuseum hinterstellt. Die Lok war später beim Technischen Museum in Wien aufgestellt, und seit 1999 befindet sie sich im Eisenbahnmuseum Strasshof in Niederösterreich.
Der Vollständigkeit halber sei noch angemerkt, dass die Nummern 10.01–09 von der kkStB schon früher vergeben waren, und zwar für Lokomotiven der Rudolfsbahn (KRB), die jedoch 1891 die Reihenbezeichnung 22 und schließlich 1904 die Bezeichnung 122 erhielten.